# فنز
فنز (به انگلیسی: The Fens) یک منطقهٔ مسکونی در بریتانیا است که در لینکلن‌شر واقع شده‌است. فنز ۳٬۹۰۰ کیلومتر مربع مساحت دارد.